# Molophilus (Molophilus) forcipulus
Molophilus (Molophilus) forcipulus is een tweevleugelige uit de familie steltmuggen (Limoniidae). De soort komt voor in het Nearctisch gebied.